# Królewska broda
Królewska broda (ang. The King’s Beard, 2002) – brytyjski film animowany, opowiadający biednym golibrodzie Rufusie, który trafia do magicznego królestwa pełnego zarośniętych mieszkańców. Okazuje się, że na mieście ciąży klątwa. Film emitowany był w TVP.

## Wersja polska
Wersja polska: TVP Agencja Filmowa

Dialogi: Stanisława Dziedziczak

Kierownik produkcji: Krystyna Dynarowska
Wystąpili:
- Kacper Kuszewski – Rufus Golibroda
- Marek Barbasiewicz
- Włodzimierz Bednarski
- Monika Kwiatkowska
- Jarosław Boberek
- Joanna Jędryka
- Piotr Gogol

i inni

### Postacie
- Rufus Golibroda – główny bohater
- Sonia – czarodziejka
- Król Hubert – władca królestwa, wyrosła mu wyczarowana broda
- Jaspis – zły brat Króla, zaczarował go
- Czarodziej – tata Sonii, próbuje odczarować Króla
- Wiktor – myszka, mąż Wiktorii
- Wiktoria – myszka, żona Wiktora
- Nietoperze – są na usługach Jaspisa